# Capella de Nostra Senyora de l'Esperança
La Capella de Nostra Senyora de l'Esperança és una obra del poble de la Canya (part del municipi d'Olot) protegida com a bé cultural d'interès local.

## Descripció
Es tracta d'una petita capella d'una sola nau amb teulat a dues aigües, fet de teules. La porta d'accés al temple és a ponent i antigament havia tingut una gran porxada. El campanar d'espadanya, amb un sol ull, corona la façana principal. Els murs foren arrebossats i pintats. L'interior és molt senzill i s'hi venera una imatge de l'escultor Rafael Morer. Sembla que la primitiva imatge es guarda a la masia de l'Esparc.

## Història
Hi ha poques dades que facin referència a la capella. L'any 1772 el Pare Camós va publicar El jardín de María, tot fent-ne referència i explicant que corria la tradició que en aquest lloc hi fou trobada la imatge.
A la carta del bisbe de la Seu, Josep Caixal, datada el 9 de desembre de 1874, apareix esmentada com "capella pública del patronat de la família Conill de la vila d'Olot", membres de la família del veí casal de Cuní.